# Rasmus Jönsson
Pour les articles homonymes, voir Jönsson.
Rasmus Jönsson est un footballeur suédois, né le 27 janvier 1990 à Viken en Suède. Il évolue comme attaquant.

## Biographie

### VfL Wolfsburg
Le 29 août 2011, Rasmus Jönsson est recruté pour quatre saisons par le VfL Wolfsburg contre une indemnité de transfert estimée entre 2,5 et 3,4 M€.

## Sélection
- Suède : 2 sélections
- Première sélection le 19 janvier 2011 : Botswana - Suède (1-2)

Rasmus Jönsson obtient sa première sélection en étant titulaire contre le Botswana lors de la tournée hivernale de 2011.

## Palmarès
Helsingborgs IF
- Vainqueur du Championnat de Suède (1) : 2011
- Vainqueur de la Coupe de Suède (1) : 2010
- Vainqueur de la Supercoupe de Suède (1) : 2011

 Aalborg BK
- Vainqueur du Championnat du Danemark (1) : 2014